# William Nelson Pendleton
Pour les articles homonymes, voir William Nelson, Nelson et Pendleton.
William Nelson « Parson » Pendleton, né le 26 décembre 1809 à Richmond et mort le 15 janvier 1883 à Lexington, est un professeur, pasteur épiscopalien et militaire américain.

## Biographie
Pendant la guerre de Sécession, il sert côté confédéré en tant que chef de l'artillerie du général Robert Lee.
Il donne à quatre de ses pièces d'artillerie les noms des quatre Évangélistes : Mathieu, Marc, Luc et Jean,,.

## Hommage
Pendleton apparaît dans le tome 59 Les Quatre Évangélistes de la série de bande dessinée Les Tuniques bleues.